# Varecia

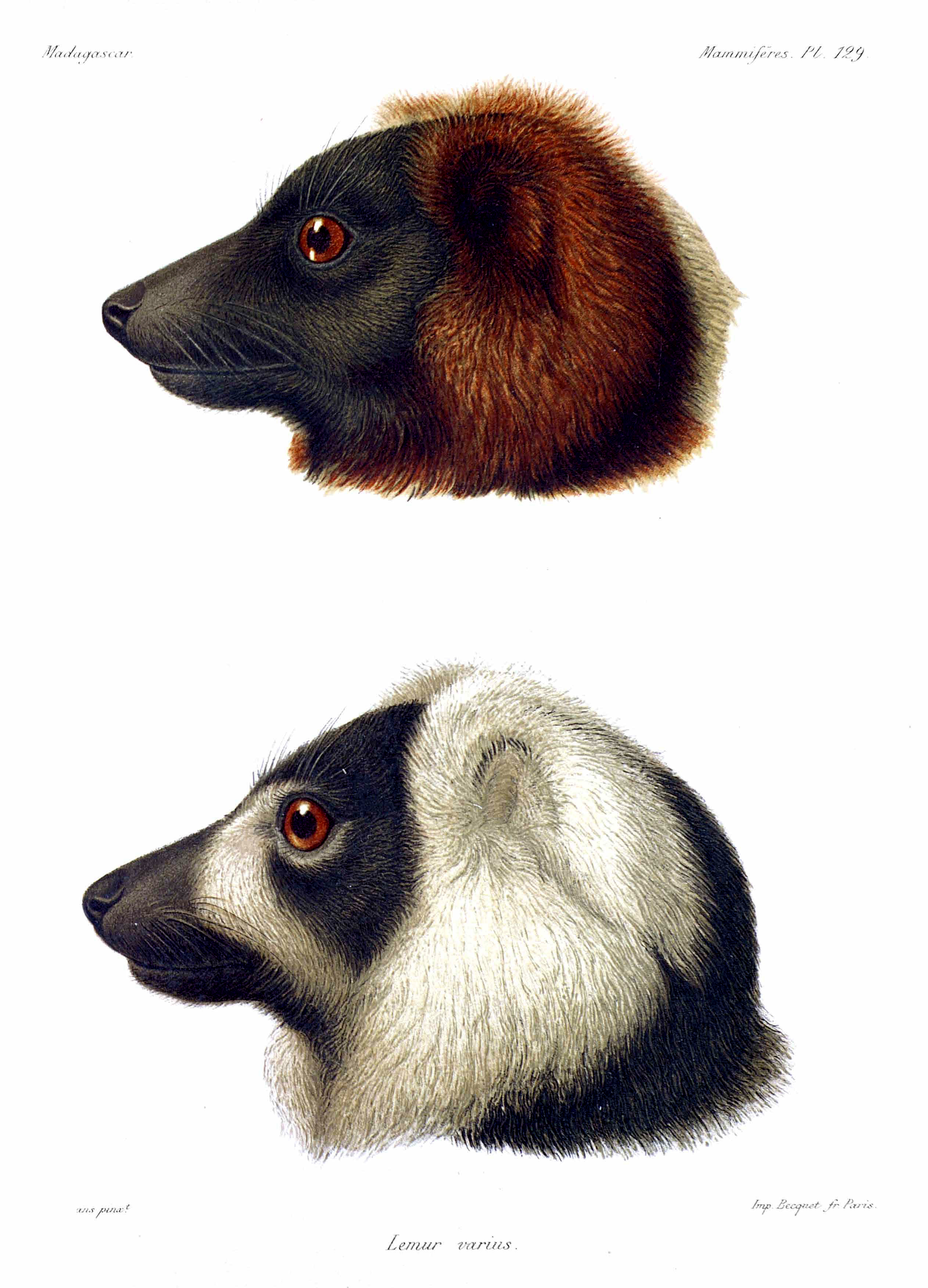
Varecia rubra зверху й Varecia variegata знизу

Varecia — рід мокроносих приматів та найбільший із сучасних лемурів родини Lemuridae. Як і всі живі лемури, вони зустрічаються тільки на острові Мадагаскар. Раніше вважався монотипним родом, а зараз визнано два види: чорно-білий лемур з трьома підвидами та червоний лемур.
Varecia — це денні та деревні чотириногі тварини, яких часто спостерігають, коли вони стрибають крізь верхній полог сезонних тропічних лісів на сході Мадагаскару. Вони також є найбільш плодоїдними з малагасійських лемурів, і вони дуже чутливі до порушення середовища існування. Varecia живуть групами з кількох самців/кілька самок і мають складну та гнучку соціальну структуру, яку описують як поділ-злиття. Вони дуже голосні та голосно кричать.
Varecia є сезонними розмножувачами і дуже незвичними у своїй репродуктивній стратегії. Їх вважають «еволюційною загадкою», оскільки вони є найбільшими з сучасних видів лемуридів, але демонструють репродуктивні риси, більш характерні для маленьких нічних лемурів, такі як короткий період вагітності (~102 дні) і відносно великий середній розмір виводку (~2–3). Varecia також будують гнізда для своїх новонароджених (єдині примати, які роблять це), носять їх у роті та демонструють відсутню батьківську систему, ховаючи їх, поки вони шукають їжу. Немовлята є альтрицидами, хоча вони розвиваються відносно швидко, самостійно подорожують у природі через 70 днів і досягають повного дорослого розміру до шести місяців.
Перебуваючи під загрозою через втрату середовища існування та полювання, Varecia загрожує зникнення в дикій природі. Однак вони легко розмножуються в неволі та поступово повертаються в дику природу з 1997 року.